# Mylothris celisi
Mylothris celisi is een vlindersoort uit de familie van de Pieridae (witjes), onderfamilie Pierinae.
Mylothris celisi werd in 1981 beschreven door L. Berger.